# بلومبرغ (شمال الراين-وستفاليا)
بلمبرغ (بالألمانية: Blomberg, North Rhine-Westphalia) هي بلدة ألمانية تقع في ألمانيا في ليبه. يقدر عدد سكانها بـ 16,347 نسمة .

## أعلام
- لويس بولسن